# Winton (Cumbria)
Winton is een civil parish in het bestuurlijke gebied Eden, in het Engelse graafschap Cumbria. In 2001 telde het dorp 213 inwoners.